# 基数 (数据建模)
在数据建模方面，一张数据表相对于另一数据表的基数乃是数据库设计之中至关重要的一个方面。就解释不同数据表之间如何相互联系而言，基数的定义是确定数据表之间关系的重要事项之一。